# نيل كينيون
نيل كينيون (بالإنجليزية: Neal Kenyon)‏ هو مصمم رقص ومخرج أمريكي، ولد في 6 ديسمبر 1929 في هاموند في الولايات المتحدة، وتوفي في 19 ديسمبر 2008.

## وصلات خارجية
- نيل كينيون على موقع قاعدة بيانات برودواي على الإنترنت (الإنجليزية)